# Sagaba Konate
Sagaba Konate (Bamako; 19 de marzo de 1997) es un jugador de baloncesto maliense que pertenece a la plantilla del Bursaspor de la BSL turca. Con 2,03 metros de estatura, juega en la posición de ala-pívot.

## Trayectoria deportiva

### Universidad
Jugó tres temporadas con los Mountaineers de la Universidad de Virginia Occidental, en las que promedió 8,0 puntos, 5,5 rebotes y 2,4 tapones por partido. En 2018 fue incluido en el tercer mejor quinteto de la Big 12 Conference y también en el mejor quinteto defensivo.
Al término de su temporada júnior se declaró elegible para el draft de la NBA, renunciando así a su último año como universitario.

#### Estadísticas
| Año     | Equipo        | PJ | PT | MPP  | %TC  | %3P  | %TL  | RPP | APP | ROB | TPP | PPP  |
| ------- | ------------- | -- | -- | ---- | ---- | ---- | ---- | --- | --- | --- | --- | ---- |
| 2016–17 | West Virginia | 37 | 2  | 10.9 | .564 | –    | .636 | 2.8 | .3  | .4  | 1.4 | 4.1  |
| 2017–18 | West Virginia | 36 | 36 | 25.4 | .510 | –    | .790 | 7.6 | .7  | .4  | 3.2 | 10.8 |
| 2018–19 | West Virginia | 8  | 7  | 24.1 | .435 | .391 | .813 | 8.0 | 1.4 | .8  | 2.8 | 13.6 |
| Career  | Career        | 81 | 45 | 18.7 | .509 | .391 | .756 | 5.5 | .6  | .4  | 2.4 | 8.0  |

### Profesional
Tras no ser elegido en el Draft de la NBA de 2019, en julio firmó con Toronto Raptors para disputar la pretemporada. Tras ser descartado, pasó a formar parte de su filial en la G League, los Raptors 905.
El 20 de agosto de 2020 ficha por el Basket Zaragoza por una temporada.
El 29 de noviembre de 2020, rescinde su contrato con el Basket Zaragoza y firma por el PAOK Salónica BC de la A1 Ethniki hasta el final de la temporada.
El 25 de junio de 2021, firma un contrato con Pallacanestro Trieste de la Lega Basket Serie A.
El 23 de julio fichó por el ratiopharm Ulm de la Basketball Bundesliga.
El 21 de julio de 2023 fichó por el Reeder Samsunspor de la Basketbol Süper Ligi (BSL) de Turquía.
El 16 de agosto fichó por el Bursaspor Basketbol de la Basketbol Süper Ligi (BSL) turca.